# Józef Lisowski (trener)
Józef Lisowski (ur. 16 marca 1956 we Wrocławiu) – polski trener lekkiej atletyki, twórca sukcesów polskiej sztafety 4 x 400 m w latach 90. i pierwszej dekadzie XXI wieku. Od jego nazwiska polscy czterystumetrowcy nazywani byli „Lisowczykami”.
W młodości trenował biegi krótkie, jego rekord życiowy na 100 m to 10.8. Jest absolwentem Akademii Wychowania Fizycznego we Wrocławiu. Od 1979 r. pracował jako trener, najpierw w szkołach o profilu sportowym, następnie w Śląsku Wrocław, od 2002 w AZS AWF Wrocław. W 1994 został trenerem polskiej męskiej kadry czterystumetrowców i pełnił tę funkcję do 2021 (przed igrzyskami olimpijskimi w Tokio zastąpił go Marek Rożej).
Największe sukcesy jego zawodników osiągnięte zostały w sztafecie 4 x 400 m. Polska drużyna wystąpiła trzykrotnie w finałowym biegu Igrzysk Olimpijskich (1996, 2000, 2008). Zdobyła złoty (1999) i trzy brązowe (1997, 2001, 2003) medale mistrzostw świata,  srebrny (1998) i brązowy (2002) medal mistrzostw Europy, dwa złote (2001, 2018), dwa srebrne (1998, 2006) i brązowy (2003) medal halowych mistrzostw świata, dwa złote (2002, 2018) i dwa brązowe (2007, 2009) medale halowych mistrzostw Europy. Niestety najcenniejszy sukces – złoto mistrzostw świata w 1999 przyznano jego zawodnikom dopiero w 2009 po dyskwalifikacji zawodników USA.
Dwukrotnie poprowadził także polską sztafetę do rekordu Polski na stadionie. 9 sierpnia 1997 na mistrzostwach świata w Atenach jego zawodnicy po raz pierwszy w historii polskiej lekkoatletyki osiągnęli wynik poniżej trzech minut - 2:59.91, bijąc rekord Polski ustanowiony 20 października 1968. Rekord ten poprawili wynikiem 2:58.00 – 22 lipca 1998 w biegu na Igrzyskach Dobrej Woli w Uniondale. „Lisowczycy” pobili także halowy rekord Polski (3:03.01 - 7.03.1999 w zwycięskim biegu na Halowych Mistrzostwach Świata w Maebashi), a trenowana przez  Lisowskiego sztafeta Śląska Wrocław – klubowy rekord Polski na stadionie (3:02.78 - 16.08.1999 w Zagrzebiu).
Jego najwybitniejsi zawodnicy to Robert Maćkowiak, Piotr Rysiukiewicz, Marcin Marciniszyn, Jacek Bocian, Piotr Haczek.
W 1998 wybrany trenerem roku przez Przegląd Sportowy.

## Odznaczenia
- Złota Odznaka Honorowa Zasłużony dla Województwa Dolnośląskiego (2024)[3]